# Bacubirito
Bacubirito är en ort i Mexiko.   Den ligger i kommunen Sinaloa och delstaten Sinaloa, i den västra delen av landet, 1 100 km nordväst om huvudstaden Mexico City. Bacubirito ligger 174 meter över havet och antalet invånare är 1 172.
Terrängen runt Bacubirito är kuperad norrut, men söderut är den platt. Runt Bacubirito är det glesbefolkat, med 18 invånare per kvadratkilometer. Närmaste större samhälle är Higuera de los Vega, 17,7 km söder om Bacubirito. I omgivningarna runt Bacubirito växer huvudsakligen savannskog.